# Gelbe Kante

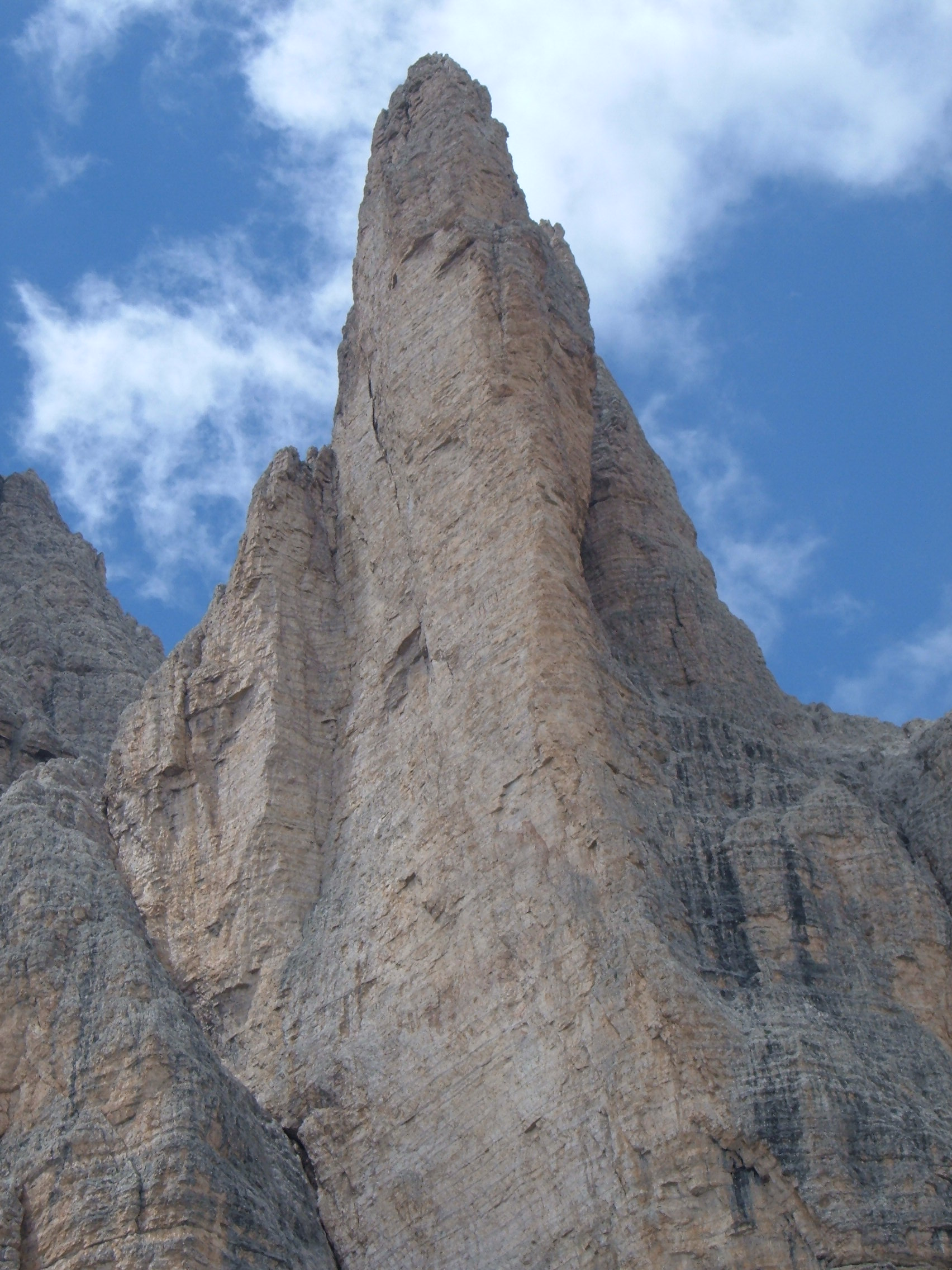
De Gelbe Kante

Gelbe Kante (Italiaans: Spigolo Giallo) is een bekende klimroute op de Kleine Zinne, een berg in het massief van de Drei Zinnen in de Dolomieten.
De route werd geopend door de alpinist Emilio Comici, die Gelbe kante beschreef als de luchtigste van de Dolomieten. De route is ongeveer 350 meter lang en heeft een moeilijkheidsgraad VI.